# Oriente del Atlántico (Colombia)
Oriente u Oriental es una de las cinco subdivisiones del departamento colombiano del Atlántico. Se ubica en el medio del departamento y está integrada por los siguientes 4 municipios:
| Bandera | Nombre           | Altitud (m s. n. m.) | Temperatura promedio (°C) | Área (km²) | Habitantes (2022) | Año de fundación |
| ------- | ---------------- | -------------------- | ------------------------- | ---------- | ----------------- | ---------------- |
|         | Palmar de Varela | 10                   | 28                        | 94         | 31 754            | 1806             |
|         | Ponedera         | 10                   | 28                        | 204        | 26 184            | 1743             |
|         | Sabanagrande     | 9                    | 28                        | 43         | 35 630            | 1857             |
|         | Santo Tomás      | 8                    | 28                        | 66         | 32 717            | 1857             |